# Jevdoksia Stresjnjova
Jevdoksia Loekjanovna Stresjnjova (Russisch: Евдоки́я Лукья́новна Стрешнёва) (Mesjtsjovsk, 1608 — Moskou, 18 augustus 1645) was van 1626 tot 1645 tsarina-gemalin van Rusland als echtgenote van tsaar Michaël I.

## Leven
Ze werd in 1605 geboren als dochter van Lukian Stresjnjev van Mozajsk en Anna Lutsjkova. Op 5 februari 1626 trouwde Jevdoksia met de weduwnaar tsaar Michaël I, van wie de eerste vrouw Maria Dolgoroekova al een paar maanden na de bruiloft in 1625 was gestorven. Michael had geen enkel kind van Maria. 

## Nakomelingen
Jevdoksia schonk Michael zeven dochters en drie zonen, waarvan er zes jong stierven:
- Irina (22 april 1627 - 8 februari 1679)
- Pelageja (20 april 1628 - 25 januari 1629)
- Aleksej I (19 maart 1629 - 29 januari 1676) - tsaar van Rusland
- Anna (14 juli 1630 - 27 oktober 1692)
- Marfa (14 augustus 1631 - 21 september 1633)
- Ivan (1 juni 1633 - 10 januari 1639)
- Sofia (14 september 1634 - 23 april 1636)
- Tatjana (5 januari 1636 - 23 augustus 1706)
- Jevdokia († 10 februari 1637)
- Vasili († 25 maart 1639)

Op 13 juli 1645 stierf Michaël I aan watervergiftiging. Jevdoksia stierf een maand later, op 18 augustus 1645, te Moskou.